# 桃酥饼

桃酥餅，又稱桃酥、核桃酥、合桃酥，是一種傳統風味酥式小點心，多見於中國江西、北京、天津及山東等地。因應地域不同，其口味和做法也有所差異，製作原料包括核桃、麵粉，白糖、豬油及雞蛋等。
相传在唐元時期，景德镇周边县乐平、贵溪、鹰潭等地农民纷纷前往做陶工，由於當時工作繁忙，當時有一位乐平农民将自家带来的麵粉搅拌后直接放在窑炉表面烘焙，由于其常年咳嗽，平日常有食桃仁止咳习惯，故在烘焙时候会加入桃仁碎末。其他瓷工见此法做的干粮便于日常保存和长途运送瓷器时候食用，便纷纷仿效，因并取名「桃酥」。